# Посвячений (фільм, 1989)
«Посвячений» (рос. «Посвящённый») — радянський художній фільм 1989 року режисера Олега Тепцова в жанрі, визначеному творцями фільму як «містична фантасмагорія».

## Сюжет
В руки Володі (Гор Оганисян), що живе разом з матір'ю (Любов Поліщук) в квартирці на околиці Ленінграду, потрапляє дореволюційна книга, присвячена магічним ритуалам народів Африки. Читаючи її, Володимир розуміє, що став володарем надприродного дару — він може вбивати людей одним лише зусиллям волі.
Головний герой кидає виклик злу в особі театрального актора Фролова (Олександр Трофимов). Головною інтригою фільму є те, чи зуміє впоратися головний герой зі своїм унікальним даром і як саме він їм розпорядиться.

## У ролях
- Гор Оганисян —  Володя
- Любов Поліщук —  Мати
- Олександр Трофимов —  Фролов
- Олена Брагіна —  Віра
- Габріель Воробйов —  Микола
- Володимир Симонов —  Німий
- Сергій Маковецький —  Льоха
- Ольга Самошина —  Свєта
- Володимир Юр'єв —  Петя
- Давид Оганисян —  Володя в дитинстві

## Знімальна група
- Режисер — Олег Тепцов
- Сценарист — Юрій Арабов
- Оператор — Валерій Мюльгаут
- Композитор — Сергій Курьохін
- Художник — Павло Пархоменко